# Couronnes (stanice metra v Paříži)

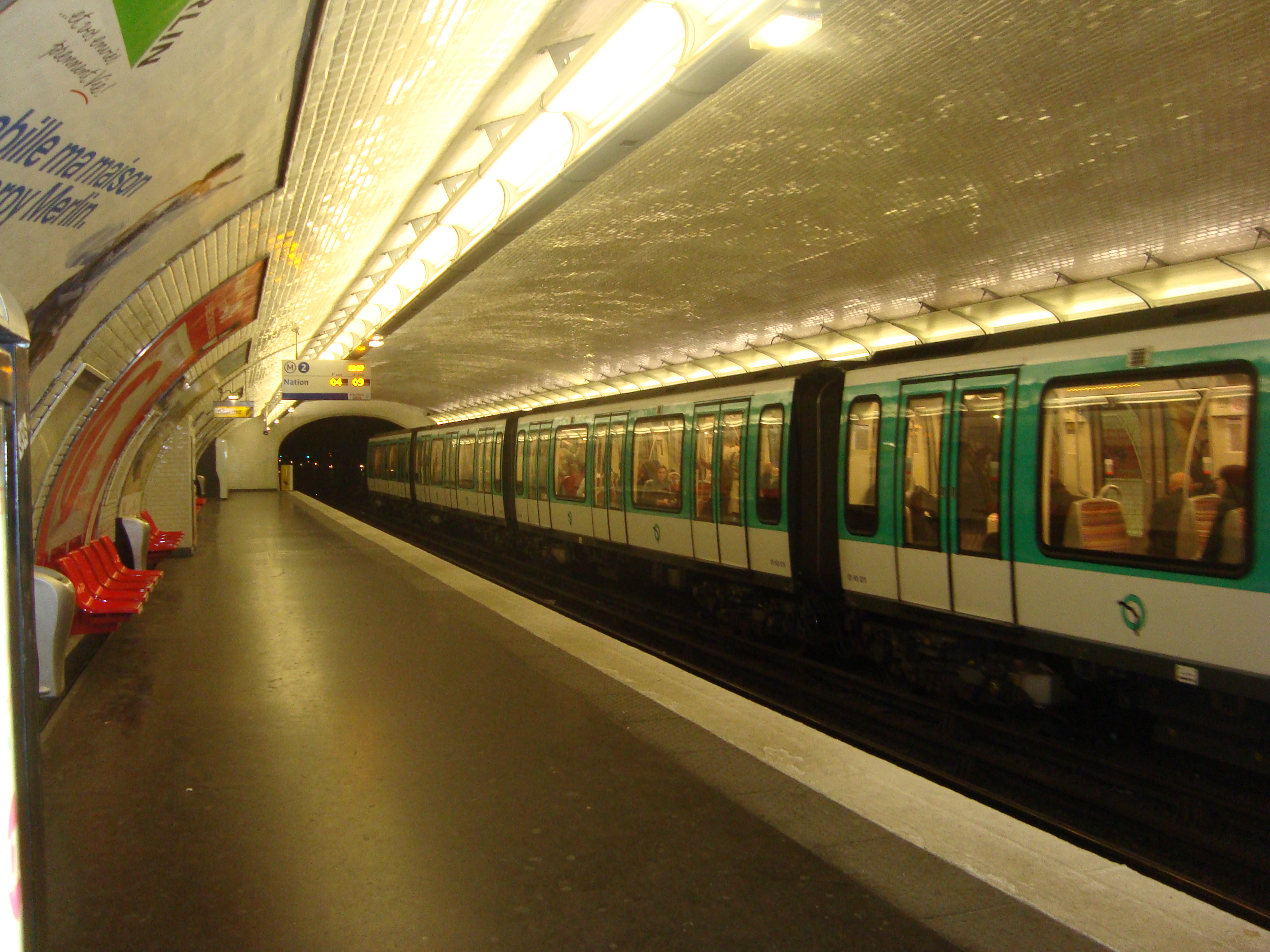
Vlak na nástupišti

Couronnes je nepřestupní stanice pařížského metra na lince 2 na hranicích 11. a 20. obvodu v Paříži. Nachází se pod Boulevardem de Belleville, pod kterým vede linka metra, u křižovatky s ulicí Rue des Couronnes.

## Historie
Stanice byla otevřena 31. ledna 1903 při prodloužení linky ze stanice Anvers do Alexandre Dumas (tehdy pod názvem Bagnolet).

## Nehoda

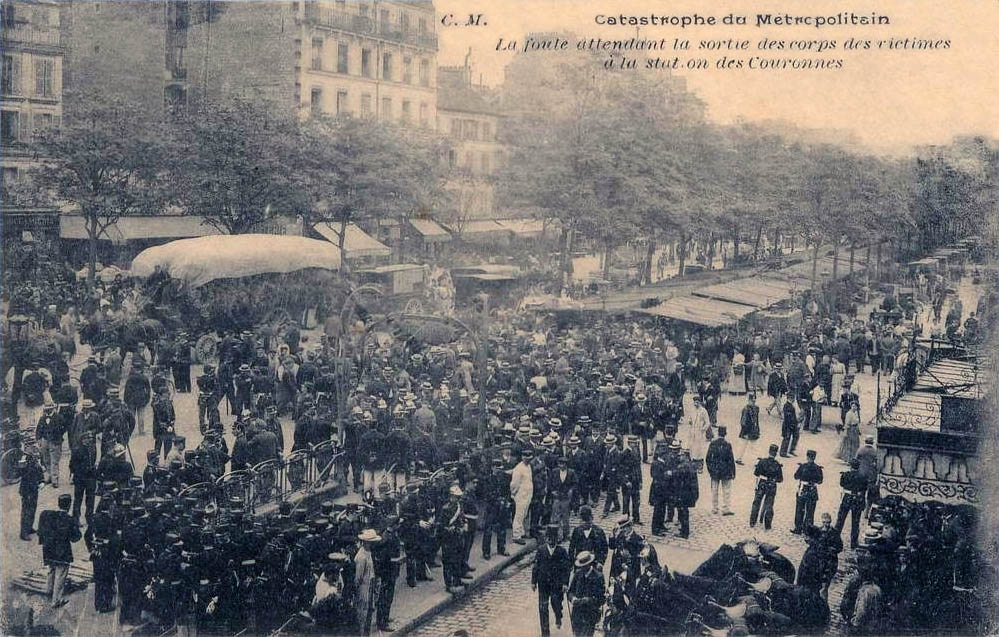
Dobová pohlednice z místa neštěstí

10. srpna 1903 se ve stanici událo doposud největší neštěstí v dějinách pařížského metra. V důsledku elektrického zkratu, začal na stanici Barbès hořet vlak. Souprava byla evakuována a požár uhašen. Aby nedošlo k zablokování linky, bylo nutné poškozený vlak odtáhnout do konečné stanice Nation. Ale ve stanici Ménilmontant se oheň opět rozhořel a nešel uhasit. Ve stejné době dorazil do sousední stanice Couronnes vlak, který vezl zhruba 300 osob z evakuovaného vlaku. Řidič ukončil jízdu a požádal cestující, aby vyšli po schodech ze stanice. Někteří cestující se však domáhali vrácení jízdného. Během dohadování se do stanice dostal kouř z hořícího vlaku v sousední stanici. V nastalé tlačenici cestující místo aby utíkali po schodech, utekli na druhý konec nástupiště, kde se však zadusili kouřem. Po několika hodinách hasiči objevili 84 mrtvých osob.
Po neštěstí byla přijata nová bezpečnostní opatření. Postupně se přešlo od celodřevěných vlaků, kde byl motor uložen pod dřevěnou podlahou, na kovové (plně od roku 1906). Elektrické napájení bylo do té doby stejné pro vlaky i pro osvětlení, takže pokud došlo k výpadku, zůstali lidé na nástupištích ve tmě. Proto byly vytvořeny dvě samostatné sítě pro napájení vlaků a pro osvětlení stanic. Také byly instalovány osvětlené nápisy „Východ“ a osvětlení všech tunelů bylo povinné. Napájení bylo rozděleno do sekcí, aby v případě nehody nedošlo k výpadku na celé lince.

## Název
Jméno stanice znamená česky koruny a je odvozeno od názvu ulice Rue des Couronnes, která za svůj název vděčí pomístnímu jménu Les Couronnes-Sous-Sanses.

## Vstupy
Stanice má jen jeden vchod na Boulevardu de Belleville u domu č. 37.